# Куранілауе
Куранілауе (ісп. Curanilahue) — місто в Чилі. Адміністративний центр однойменної комуни. Населення — 30 126 осіб (2002). Місто і комуна входить до складу провінції Арауко і регіону Біобіо.
Територія комуни — 994,3 км². Чисельність населення — 31 476 жителів (2007). Щільність населення — 31,66 чол./км².

## Розташування
Місто розташоване за 77 км південніше адміністративного центру області — міста Консепсьйон та за 31 км на північний схід від адміністративного центру провінції міста Лебу.
Комуна межує:
- на півночі — з комуною Арауко
- на північному сході — з комуною Санта-Хуана
- на сході — з комуною Насім'єнто
- на півдні — з комуною Лос-Аламос
- на заході — з комуною Лебу

## Демографія
Згідно з даними, зібраними під час перепису Національним інститутом статистики, населення комуни становить 31 476 осіб, з яких 15 766 чоловіків та 15 710 жінок.
Населення комуни становить 1,59 % від загальної чисельності населення регіону Біобіо. 5,47 % належить до сільського населення та 94,53 % — міське населення.